# Stachlovice (Vidnava)
Stachlovice (niem.  Stachlowitz) – wieś, część gminy miejskiej Vidnava, położona w kraju ołomunieckim, w powiecie Jesionik, w Czechach.